# Chilades alberta
Chilades alberta är en fjärilsart som beskrevs av Butler 1901. Chilades alberta ingår i släktet Chilades och familjen juvelvingar. Inga underarter finns listade i Catalogue of Life.